# ناتاووت سايكوا
ناتاووت سايكوا (بالتايلندية: ณัฐวุฒิ ใสยเกื้อ)‏ مواليد 04 يونيو 1975. هو سياسي تايلاندي وامين عام والمتحدث باسم الجبهة المتحدة للديمقراطية ضد الدكتاتورية (القمصان الحمر) وايضا عضو مجلس النواب عن قائمة حزب بويا تاي التايلاندي . ومنذ يناير 2012 شغل منصب نائب وزير في مجلس الوزراء.